# Lilian Jackson Braun
Lilian Jackson Braun (ur. 20 czerwca 1913, zm. 4 czerwca 2011) – amerykańska pisarka. Autorka serii Kot, który... (w oryginale The Cat Who...), w której koty Koko oraz Yum Yum pomagają dziennikarzowi Jamesowi Qwilleranowi w rozwiązywaniu spraw kryminalnych.

## Życiorys
Pisarstwo Braun rozpoczęło się, gdy będąc nastolatką, pracowała jako sprawozdawca sportowy dla Derry News. Później zajmowała się tworzeniem tekstów reklamowych dla domów towarowych w Detroit. Następnie przeszła do Detroit Free Press, gdzie pracowała jako redaktorka przez 30 lat, tj. do momentu przejścia na emeryturę w roku 1978.
W latach 1966–1968 opublikowała swoje trzy pierwsze powieści, które zapoczątkowały serię Kot, który.... Powieści odniosły duży sukces, a Braun została uznana przez The New York Times za detektywa roku. Jednak po tym jej kariera stanęła pod znakiem zapytania, gdyż popularne stały się „ciężkie” powieści kryminalne. Dopiero 18 lat później, w roku 1986, ukazała się jej nowa powieść. W przeciągu dwóch lat opublikowała cztery powieści i ponownie wydała swoje książki z lat sześćdziesiątych, a jej seria znów stała się bestsellerem. Od tego czasu rocznie ukazywała się co najmniej jedna jej powieść z tej serii, zazwyczaj jednak większa ich ilość. W styczniu 2007 roku ukazał się 29 tytuł – The Cat Who Had 60 Whiskers – wydany przez Penguin Group w twardej oprawie.
Niewiele było wiadomo o pisarce, gdyż wolała ona nie ujawniać faktów ze swojego życia prywatnego. Przez wiele lat wydawcy podawali fałszywą datę jej urodzenia. Trwało to do momentu, aż sama ujawniła swój wiek w wywiadzie dla Detroit News w styczniu 2007 roku.
Jak wielu pisarzy z jej rocznika Braun nie zdecydowała się na stosowanie nowoczesnej techniki i pisała swoje książki na maszynie do pisania. Żyła wraz ze swoim mężem Earlem Bettingerem i dwoma kotami w stanie Karolina Północna. Wszystkie jej książki zawierają dedykację – Earlowi Bettingerowi, mężowi który...

## Kot, który...
Głównymi bohaterami serii są: były dziennikarz gazety James Qwilleran oraz jego dwa koty syjamskie: Kao K'o-Kung (w skrócie Koko) i kotka Yum Yum. Akcja - od tomu 5 - rozgrywa się w fikcyjnym miasteczku Pickax w Moose County, "400 mil na północ od reszty świata". Jako wzór posłużyło pisarce miasto Bad Axe w stanie Michigan, w którym wraz z mężem przez wiele lat mieszkała.
Qwilleran często styka się z różnymi przestępstwami. Przy pomocy niezwykłego syjamczyka Koko rozwiązuje zagadki. Połączenie tych dwóch nieprzeciętnych osobowości, intelektu dziennikarza i intuicji Koko sprawia, że zbrodniarze nie mają szans.
1. Kot, który czytał wspak, pol. wyd. 1997 i 2008 (The Cat Who Could Read Backwards, 1966)
2. Kot, który jadał wełnę, 2008 (The Cat Who Ate Danish Modern, 1967)
3. Kot, który się włączał i wyłączał, 2008 (The Cat Who Turned On and Off, 1968)
4. Kot, który nie polubił czerwieni, 2008 (The Cat Who Saw Red, 1986)
5. Kot, który lubił Brahmsa, 2008 (The Cat Who Played Brahms, 1987)
6. Kot, który bawił się w listonosza, 2008 (The Cat Who Played Post Office, 1988)
7. Kot, który znał Szekspira, 2008 (The Cat Who Knew Shakespeare, 1988)
8. Kot, który wąchał klej, 2008 (The Cat Who Sniffed Glue, 1988)
9. Kot, który zszedł pod podłogę, 2008 (The Cat Who Went Underground, 1989)
10. Kot, który rozmawiał z duchami, 2008 (The Cat Who Talked to Ghosts, 1990)
11. Kot, który mieszkał wysoko, 2008 (The Cat Who Lived High, 1990)
12. Kot, który znał kardynała, 2008 (The Cat Who Knew A Cardinal, 1991)
13. Kot, który poruszył górę, 2008 (The Cat Who Moved a Mountain, 1991)
14. Kot, którego tam nie było, 2008 (The Cat Who Wasn't There, 1992)
15. Kot, który myszkował w szafach, 2008 (The Cat Who Went into the Closet, 1993)
16. Kot, który przyszedł na śniadanie, 2008 (The Cat Who Came to Breakfast, 1994)
17. Kot, który pchnął śledztwo na właściwe tory, 2008 (The Cat Who Blew the Whistle, 1995)
18. Kot, który lubił sery, 2008 (The Cat Who Said Cheese, 1996)
19. Kot, który tropił złodzieja, 2008 (The Cat Who Tailed a Thief, 1997)
20. Kot, który przedrzeźniał ptaki, 2008 (The Cat Who Sang for the Birds, 1998)
21. Kot, który patrzył w gwiazdy, 2008 (The Cat Who Saw Stars, 1999)
22. Kot, który obrabował skarbonkę, 2008 (The Cat Who Robbed a Bank, 2000)
23. Kot, który wyczuł pismo nosem, 2008 (The Cat Who Smelled a Rat, 2001)
24. Kot, którego nurtował strumień, 2008 (The Cat Who Went up the Creek, 2002)
25. Kot, który się publiczności nie kłaniał, 2008 (The Cat Who Brought Down the House, 2003)
26. Kot, który mówił po indyczemu, 2008 (The Cat Who Talked Turkey, 2004)
27. Kot, który wykradał banany, 2008 (The Cat Who Went Bananas, 2005)
28. Kot, który spuścił bombę, 2008 (The Cat Who Dropped a Bombshell, 2006)
29. Kot, który miał 60 wąsów, 2008 (The Cat Who Had 60 Whiskers, 2007)
30. The Cat Who Smelled Smoke, ? (książka była zapowiedziana na kwiecień 2008, jednak do dziś z nieznanych przyczyn nie została opublikowana).

Oprócz tego Braun wydała dwa zbiory opowiadań z tymi samymi bohaterami: Kot, który wiedział i inne opowiadania, 2008 (The Cat Who Had 14 Tales, 1988) i Short and Tall Tales: Moose County Legends Collected by James Mackintosh Qwilleran oraz zbiór różnych opowiadań, zatytułowany Private Life of the Cat Who... (2004). 
Inni pisarze wydali książki związane z serią: The Cat Who...Companion, The Cat Who... Quiz Book, Cat Who... Cookbook oraz parodię serii The Cat Who Killed Lilian Jackson Braun.